# Monterrubio de la Sierra
Monterrubio de la Sierra è un comune spagnolo di 160 abitanti situato nella comunità autonoma di Castiglia e León.